# Aleksandr Safonow
Aleksandr Aleksandrowicz Safonow  (ros. Александр Александрович Сафонов; ur. 17 czerwca 1991 w Biełgorodzie) – rosyjski siatkarz, grający na pozycji środkowego i atakującego. 

## Sukcesy klubowe
Puchar Rosji:
- 2012

Liga rosyjska:
- 2013
- 2015
- 2016

Superpuchar Rosji:
- 2014

Puchar Rumunii:
- 2017

Liga rumuńska:
- 2017

Puchar CEV:
- 2018[2]

Puchar Challenge:
- 2019
- 2023[3]

Puchar Izraela:
- 2023[4]

Mistrzostwo Izraela:
- 2023[5]

Superpuchar Białorusi:
- 2023

## Sukcesy reprezentacyjne
Mistrzostwa Europy Juniorów:
- 2010

Mistrzostwa Świata Juniorów:
- 2011

Mistrzostwa Świata U-23:
- 2013